# Rodney Jack
Rodney Jack (Kingstown, San Vicente y las Granadinas, 18 de septiembre de 1972) es un exfutbolistas de San Vicente y las Granadinas que jugaba en la posición de delantero centro.

## Carrera

### Club
| Periodo   | Club                  |
| --------- | --------------------- |
| 1992      | Hairoun Lions         |
| 1993-1995 | Lambada FC            |
| 1995-1998 | Torquay United FC     |
| 1998–2003 | Crewe Alexandra FC    |
| 2003–2004 | Rushden & Diamonds FC |
| 2004–2005 | Oldham Athletic AFC   |
| 2005      | Waterford United FC   |
| 2006–2007 | Crewe Alexandra FC    |
| 2008      | Southport FC          |
| 2008–2012 | Nantwich Town FC      |

### Selección nacional
Jugó para San Vicente y las Granadinas en 45 ocasiones de 1992 a 2004, pero solo 36 de esos partidos con reconocidos por la FIFA, y anotó 24 goles. Participó en la Copa de Oro de la Concacaf 1996, además de cuatro eliminatorias a la Copa Mundial de Fútbol.

## Logros
- Equipo del Año de la Tercera División de Inglaterra: 1997-98.[3]